# Aeroportul South Naknek
Aeroportul South Naknek (IATA: WSN, ICAO: PFWS, FAA LID: WSN) este un aeroport din Alaska, Statele Unite ale Americii ce deservește zona South Naknek⁠(d). Aeroportul a fost tranzitat în 2019 de 180 de pasageri. A fost numit după zona deservită.
Situat la o altitudine de 49 m, aeroportul dispune de 2 piste. Este operat de Alaska Department of Transportation & Public Facilities⁠(d).

## Infrastructură

### Piste
Aeroportul dispune de 2 piste. Pista 05/23 are suprafața de pietriș și dimensiunile 2.264 picioare × 60 picioare. Pista 13/31 are dimensiunile 3.314 picioare × 60 picioare. 